# Malcolm Lowry
Malcolm Lowry (28 de juliol de 1909 – 26 de juny de 1957) va ser un poeta i novel·lista anglès conegut sobretot per la seva novel·la Sota el volcà (Under the Volcano), considerada una de les millors novel·les del segle xx.

## Biografia
Lowry va néixer a Wallasey, al comtat anglès de Merseyside (abans Cheshire), i va ser educat a The Leys School i al St Catharine's College de Cambridge. Quan es va graduar l'any 1931, les dues obsessions que dominarien la seva vida - l'alcohol i la literatura - ja eren presents a la seva vida. Lowry va viatjar força. Abans d'entrar a la universitat va embarcar al Pyrrhus com a mariner i va viatjar fins a l'Extrem Orient. També va viatjar a Amèrica i a Alemanya. Després de Cambridge, va viure per un temps a Londres, freqüentant els ambients literaris on va conèixer Dylan Thomas, entre d'altres. Després va viure a França, on es va casar amb la seva primera dona, Jan Gabrial, l'any 1934. Va ser una unió turbulenta i, després d'una separació, Lowry va seguir-la a Nova York (on va ingressar al Bellevue Hospital l'any 1936 per tractar-se de la seva addicció alcohòlica) i després a Hollywood, on va provar fortuna com a guionista.
La parella es va traslladar a la ciutat mexicana de Cuernavaca a finals de 1936, en un intent de salvar el seu matrimoni, però no va prosperar i, a finals de 1937, Lowry es va quedar sol a Oaxaca i va entrar en un altre període d'excessos alcoholics que van acabar amb la seva deportació del país. L'any 1939 es va traslladar al Canadà i l'any següent es va casar amb la seva segona dona, l'actriu i escriptora Margerie Bonner. La parella va viure a una cabana a la platja, a prop de Dollarton, al nord de Vancouver, Colúmbia Britànica. Margerie va tenir una influència positiva en l'escriptor, i el va ajudar a editar els seus treballs. La parella va viatjar per Europa, Amèrica i el Carib, i tot i que Lowry va continuar bevent, sembla que aquest període va ser relativament tranquil i productiu. Va durar fins a l'any 1954, on va començar un període nòmada que els va portar a Nova York, Londres i altres llocs.
Lowry va morir a Ripe, East Sussex, on vivia amb la seva dona. Sembla que la causa de la mort va ser una sobredosi de somnífers i alcohol.

### Obra pòstuma
- Hear Us O Lord from Heaven Thy Dwelling Place (1961)
- Selected Poems of Malcolm Lowry (1962)
- Lunar Caustic (1968)
- Dark as the Grave wherein my Friend is Laid (1968)
- October Ferry to Gabriola (1970)
- The Voyage That Never Ends (2007), una tria de contes, poemes i cartes

### Obra traduïda al català
- Sota el volcà (1973) Traducció de Manuel de Pedrolo / (2016) Traducció de Xavier Pàmies

- Ferry d'octubre a Gabriola (1987) Traducció de Josep Sales i Boguñà

## Biografia
- Lowry, a Biography, Douglas Day (1973)
- Volcano: An Inquiry Into the Life and Death of Malcolm Lowry,[Enllaç no actiu] National Film Board of Canada, (1976)
- Malcolm Lowry Remembered, G. Bowker, ed (1985)
- Pursued by Furies: A Life of Malcolm Lowry, G. Bowker (1993)
- Inside the Volcano: My Life with Malcolm Lowry, Jan Gabrial (2000)